# Иполит Фортул
Иполѝт Никола̀ Онорѐ Форту̀л (на френски: Hippolyte Nicolas Honoré Fortoul) е френски политик, журналист, филолог и историк.
Роден е на 13 август 1811 година в Дин. Учи в родния си град и в Лион, а през 1829 година се установява в Париж, където започва да публикува в печата, пишейки главно на исторически и литературни теми. През 1840 година става професор по френска литература в Тулузкия университет, а през 1846 година – в Университета на Екс ан Прованс. През 1849 година е избран за депутат, през октомври 1851 година става министър на флота, а през декември същата година – на образованието.
Иполит Фортул умира на 7 юли 1856 година в Бад Емс.